# Фінал Кубка Іспанії з футболу 1956
Фінал Кубка Іспанії з футболу 1956 — футбольний матч, що відбувся 24 червня 1956 року. У ньому визначився 54-й переможець кубка Іспанії.

## Шлях до фіналу
| Атлетік (Більбао)  | Атлетік (Більбао) | Атлетік (Більбао)        | Раунд      | Атлетіко (Мадрид) | Атлетіко (Мадрид) | Атлетіко (Мадрид)                               |
| ------------------ | ----------------- | ------------------------ | ---------- | ----------------- | ----------------- | ----------------------------------------------- |
| Суперник           | Результат         | Матчі                    |            | Суперник          | Результат         | Матчі                                           |
| Культураль Леонеса | 6–2               | 3–0 вдома; 3–2 на виїзді | 1/8 фіналу | Лас-Пальмас       | 10–1              | 4–1 на виїзді; 6–0 вдома                        |
| Осасуна            | 6–3               | 4–1 вдома; 2–2 на виїзді | 1/4 фіналу | Реал Хаен         | 7–2               | 2–2 на виїзді; 5–0 вдома                        |
| Реал Мадрид        | 5–4               | 2–2 на виїзді; 3–2 вдома | 1/2 фіналу | Еспаньйол         | 5–2               | 2–1 на виїзді; 0–1 вдома; 3–0 (нейтральне поле) |

## Подробиці
| 24 червня 1956 |

| Атлетік (Більбао)       | 2:1      | Атлетіко (Мадрид) |
| ----------------------- | -------- | ----------------- |
| Артече 37' Магурегі 70' | Протокол | Моліна 26'        |

| Нуево Чамартин, Мадрид Глядачів: 125 000 Арбітр: Хуліан Арке |

|  |  |

| В                |  | Кармело Седрун      |
| З                |  | Каніто              |
| З                |  | Хесус Гарай         |
| З                |  | Хосе Ору            |
| ПЗ               |  | Маурі               |
| ПЗ               |  | Хосе Марія Магурегі |
| Н                |  | Августин Гаїнса (к) |
| Н                |  | Хосе Артече         |
| Н                |  | Енеко Арієта        |
| Н                |  | Фелікс Маркайда     |
| Н                |  | Ігнасіо Урібе       |
| Тренер:          |  |                     |
| Фердинанд Даучик |  |                     |

| В               |  | Мануель Пасос          |
| З               |  | Верде                  |
| З               |  | Еріберто Еррера        |
| З               |  | Чече Мартін            |
| ПЗ              |  | Рамон Кобо (к)         |
| ПЗ              |  | Хосе Ернандес Гонсалес |
| Н               |  | Енріке Кольяр          |
| Н               |  | Агустін Санчес Кесада  |
| Н               |  | Хоакін Пейро           |
| Н               |  | Мігель Хонес           |
| Н               |  | Франсіско Моліна Сімон |
| Н               |  | Мігель Гонсалес Перес  |
| Тренер:         |  |                        |
| Антоніо Барріос |  |                        |